# Portezuelo kommun, Chile
Portezuelo är en kommun i Chile.   Den ligger i provinsen Itata och regionen Ñuble, i den södra delen av landet, 400 km söder om huvudstaden Santiago de Chile.
Trakten runt Portezuelo består i huvudsak av gräsmarker. Runt Portezuelo är det glesbefolkat, med 8 invånare per kvadratkilometer.